# Eriosema parviflorum
Eriosema parviflorum är en ärtväxtart som beskrevs av Ernst Meyer. Eriosema parviflorum ingår i släktet Eriosema och familjen ärtväxter.

## Underarter
Arten delas in i följande underarter:
- E. p. parviflorum
- E. p. podostachyum